# Brachyteleutias oculatus
Brachyteleutias oculatus är en insektsart som beskrevs av Max Beier 1960. Brachyteleutias oculatus ingår i släktet Brachyteleutias och familjen vårtbitare. Inga underarter finns listade i Catalogue of Life.